# Milieu marseillais
Le milieu marseillais désigne le crime organisé en provenance ou opérant dans la ville française de Marseille et sa région proche. Entré dans l'imaginaire collectif national dès l'entre-deux-guerres et depuis lors associé à l'image de la ville, il fait l'objet d'une littérature abondante et inspire de nombreuses fictions.
Les prémices de l'émergence d'un tel milieu remontent à la fin du XIXe siècle, période où une économie informelle se développe sur le terreau des difficultés socio-économiques de la Belle Époque (surtout parmi les immigrés corses et italiens) et grâce à l'essor du port de commerce de la Joliette, lieu de captage et de relance au carrefour de routes maritimes transcontinentales.
Ce n'est qu'à partir des années 1930 que l'on peut réellement parler de pègre ou de milieu marseillais. Cette décennie est marquée par la mainmise des parrains François Spirito et Paul Carbone qui, inspirés par les Américains Al Capone et Lucky Luciano, diversifient et amplifient leurs activités criminelles en France et à l'international. Jetant les bases d'une organisation hiérarchique parvenant à se fondre en partie dans la société formelle à travers le clientélisme politique et la corruption policière, les deux malfrats développent une entreprise clandestine influente qui servira de modèle pour les parrains qui leur succéderont. En parallèle émerge un imaginaire criminel au sein duquel Marseille devient dans l'inconscient collectif national la « capitale du crime en France ».
Le milieu marseillais connait son âge d'or dans les années 1960 avec l'essor de la French Connection, alors que la ville est au cœur d'un trafic international d'héroïne à destination des États-Unis, finalement démantelé par les autorités franco-américaines à l'aube de la décennie suivante. S'ensuit alors une période d'affrontements violents, à l'issue de laquelle sort vainqueur le dernier véritable parrain de la ville, Francis le Belge, finalement assassiné en l'an 2000.
Au début du XXIe siècle, le milieu traditionnel s'est affaibli face à l'émergence des « néo-parrains des cités » français mais essentiellement issus de l'immigration maghrébine et subsaharienne rejetant leurs principes et leurs codes d'honneur, dont la source principale d'enrichissement est le négoce du cannabis dans les quartiers les plus défavorisés de la région marseillaise, notamment dans les quartiers nord. Le grand banditisme marseillais apparait aujourd'hui désorganisé et instable comme il a pu l'être à d'autres moments de son histoire, faisant s'affronter ces groupes criminels dans une violente « guerre de tous contre tous » pour le contrôle des activités les plus lucratives, en particulier le trafic de stupéfiants et les machines à sous clandestines.
Au cours des différentes années, de nombreux cartels ont fait des guerres et des alliances factieuses pour le contrôle des points de vente. Ces groupes s'affrontent pour le contrôle du territoire et sont à l'origine de la plupart des règlements de compte et fusillades, des cartels de la drogue puissants financièrement et des délinquants de plus en plus jeunes et déterminés des quartiers pauvres de la ville (3e, 13e, 14e, 15e, 16e arrondissements) telles que les Lauriers, Les Oliviers (A,B), Marignane, DZ Mafia, Yoda, Corleone, « CDD » et d'autres clans du nord de la ville.

## Définition
D'après la plupart des chercheurs, il n'y a jamais eu à Marseille de « mafia » telle qu'elle est définie dans la littérature scientifique et a pu exister en Italie ou aux États-Unis. On lui préfère les termes de « pègre » et de « Mitan » au début du XXe siècle, ou de « Milieu » et « crime organisé » dans les décennies suivantes,,.
Le sociologue Cesare Mattina définit la mafia telle qu'elle s'est développée en Italie à partir de la fin du XIXe siècle selon trois critères : 1) une entreprise capitaliste à multi-activités et à dimension internationale ; 2) qui exerce sur un vaste territoire une autorité au moins partiellement légitimée par les pouvoirs publics, notamment par le biais de la corruption ; 3) et enracinée socialement dans des territoires où une partie de la population reconnaît son autorité. Laurent Mucchielli en ajoute un quatrième : l'usage radical de la violence physique et la détention d'une puissance de feu qui en fait un adversaire des États sur le plan régalien.
Jacques de Saint Victor préfère utiliser le terme de « situation prémafieuse » pour définir le milieu marseillais des années 1930, infiltré à l'époque dans les sphères politiques et répressives et s'appuyant sur un système clientéliste et communautaire. Pour lui, les gangs corso-marseillais ne sont d'ailleurs pas des mafias à proprement parler car leurs modes d’organisation sont loin d’être aussi bien structurés que les organisations mafieuses italiennes et nord-américaines ; ce sont plutôt des « groupes prédateurs à géométrie variable, réunis autour de la personnalité d’un « parrain », voire d’une famille, à laquelle s’agrège, en fonction des opérations, des spécialistes de telle ou telle activité criminelle ».
Laurence Montel estime également que si la Corse et la Côte d'Azur se distinguent du reste de la France par un contrôle au moins partiel de certains territoires et secteurs de l'économie légale par le crime organisé, elles sont plutôt le théâtre de « dérives mafieuses » que d'une réelle mafia.

## Histoire

### 1880-1914: les prémices
Avant les années 1880, Marseille connait une criminalité locale plutôt classique composée de délinquants peu organisés. La ville est très loin de l'image violente qu'elle inspire dans l'inconscient collectif à partir des années 1930.
Le criminologue Jean-Paul Brodeur définit le crime organisé comme un groupe menant « des activités illégales d’approvisionnement en biens et services partiellement ou totalement prohibés » et ayant recours au « recyclage illicite du profit de ses trafics ». Or le blanchiment d'argent est quasi inexistant à Marseille jusqu’à l’entre-deux-guerres. En conséquence, on parle plutôt de « trafics informels » que de crime organisé pour décrire la situation à cette période.

#### 1800-1880: une criminalité présente mais limitée
Les bandits de grand chemin, bien présents à Marseille et dans ses alentours sous la Révolution, perdurent de façon endémique sous le Premier Empire. À partir de la Restauration, le banditisme traditionnel est remplacé par des vols collectifs de marchandises, des trafics de biens dérobés et de fausse monnaie, ainsi que de la contrebande. À une autre échelle des délits, on compte une petite délinquance constituée de cambrioleurs, voleurs d'auberges et autres chapardeurs des quais, les « quecous » et les « mandri ». Il semble donc qu'une hiérarchie sociale englobant une diversité de pratiques existe déjà au début du XIXe siècle.
Entre 1820 et 1870, les grappillages portuaires engendrent un marché dynamique de marchandises volées et d'alcool de contrebande. Si les mieux organisés et les plus sophistiqués sont sans doute les faux-monnayeurs, cette criminalité parait à l'époque limitée et sous contrôle des autorités, à l'image des bandes parisiennes de la Restauration. À partir des années 1860, le déplacement du trafic portuaire du Vieux-Port vers La Joliette met d'ailleurs un terme aux vols de marchandises sur le quai Rive-Neuve. La criminalité est alors représentée par des bandes de faux-monnayeurs en voie d'internationalisation, ainsi que par le retour des bandes de voleurs, dont certaines sont composées en majorité d'immigrés italiens. Le phénomène migratoire est aussitôt associé dans les discours populaires, voire politiques, à une criminalité potentiellement importée des campagnes transalpines.
Dès la fin des années 1860, les administrateurs locaux marseillais réclament l’étatisation de la police municipale, comme à Lyon, mais le gouvernement s'y refuse au titre que la classe ouvrière marseillaise semble poser moins de risques que le prolétariat lyonnais.

#### 1880-1920: les nervis et le développement des réseaux criminels
Le « nervi », figure du voyou marseillais associé dès la fin du XIXe siècle au souteneur, proxénète vivant de la prostitution d'une ou plusieurs filles publiques en se donnant l'apparence de les protéger, incarne dans le Marseille de l'époque la figure du malfaiteur, du voyou, de l'agitateur politique et du récidiviste. Selon l'imaginaire populaire, comparable aux apaches parisiens, il rôde la nuit dans les vieux quartiers, devenus par endroit des coupe-gorges, dans le but de détrousser les passants imprudents. Les nervis ne sont pourtant pas les ancêtres du milieu marseillais tel qu'il apparaît au siècle suivant. En effet, si des conflits opposent régulièrement des bandes du « quartier réservé », dans la vieille ville, ils sont à mettre en perspective avec une montée générale de la violence chez les plus pauvres, souvent des immigrés sous-payés vivant une situation sociale très difficile dans une période de crise économique et de fermeté politique.
Les nervis ne sont d'ailleurs pas les acteurs dominants de la criminalité marseillaise de l'époque. S'il n'y a pas encore de milieu à proprement parler, des réseaux puissants et une économie criminelle commencent à émerger, notamment dans le proxénétisme illégal et le trafic de femmes, les jeux d'argent clandestins, mais aussi le trafic de marchandise volées, favorisé par le développement des échanges maritimes internationaux à partir des années 1880-1890 et par l’essor de la demande de biens de consommation et de loisir. Ceux qui dirigent ces organisations criminelles ont plus de similitudes avec les futures élites du milieu marseillais que n'en ont les nervis, ancêtres des petites mains du crime organisé.
Parallèlement, les lois se durcissent pour endiguer ces phénomènes : le délit de « vagabondage spécial », qui vise les souteneurs et les bonneteurs, est promulgué en 1885, puis une loi de 1893 interdit les paris sur les courses tenus en dehors des hippodromes par les bookmakers clandestins. En 1903, une nouvelle législation sanctionne plus lourdement les trafiquants de femmes, tandis qu'en 1916 les peines s'alourdissent pour les trafiquants de stupéfiants. En 1908, Marseille est finalement passée sous le régime de la police d'État.

### Entre-deux-guerres (1920-1939): naissance du milieu marseillais
Si la criminalité était jusqu'alors cantonnée à des bandes locales opérant sur des territoires restreints, le grand banditisme marseillais évolue radicalement durant l'entre-deux-guerres. Grâce à l'essor des échanges portuaires et à l'ouverture de lignes intercontinentales régulières, les trafiquants parviennent à s'insérer durablement dans les voies légales du commerce maritime. Les malfrats locaux s'internationalisent et, à la différence des bandes spécialisées qui les ont précédés, s'organisent et diversifient leurs activités dans la plupart des secteurs de l'économie informelle : trafic de femmes, trafic de stupéfiants, machines à sous, proxénétisme, contrebande, racket, braquages, etc. Apparaissent alors les deux premiers grands parrains du milieu marseillais : François Spirito et Paul Carbone. À la veille de la Seconde Guerre mondiale, les deux hommes sont à la tête d'un empire puissant et industrialisé qui a dépassé le monde criminel traditionnel pour infiltrer les sphères politiques.

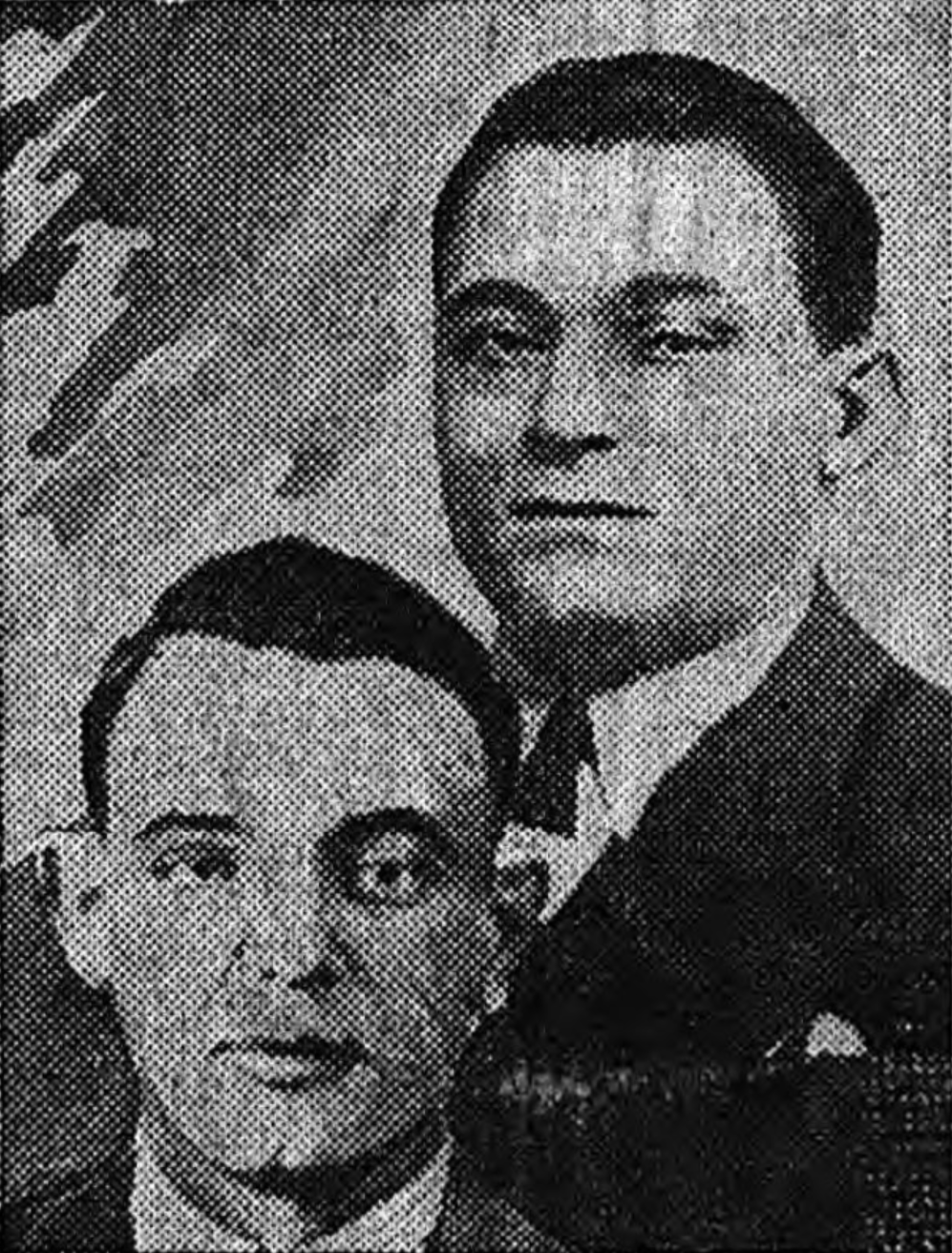
Les parrains Paul Carbone et François Spirito.

#### Les années 1920: la pègre entre dans l'imaginaire marseillais
Si la criminalité s'est accrue depuis les décennies précédentes, Marseille bénéficie dans les années 1920 d'une image plutôt positive dans une époque en quête d'aventures et dépaysement. Le crime organisé n'est pas encore aussi puissant qu'il ne le sera lors de la décennie suivante, et l'appellation naissante de « Chicago français » semble plutôt provenir d'un imaginaire collectif, qui conçoit la ville comme une « pègre d'opérette », que de la réalité objective de l'époque.

#### Les années 1930: montée en puissance et avènement du milieu
C'est dans les années 1930 que le crime organisé marseillais prend réellement son essor et qu'apparait le « milieu marseillais ». On observe, paradoxalement, une baisse de la violence,, probablement due à la concentration du pouvoir criminel entre les mains de quelques chefs et à la disparition des bandes de quartier. En réalité, ces dernières ont été remplacées par des groupes, certes moins visibles, mais pourtant source d'une « violence instrumentalisée » appliquant la « stratégie de la tique » : ne pas s'opposer trop ouvertement à la société sous peine d'une réaction violente de sa part qui nuirait aux trafics. Laurence Montel parle d'une probable « domestication de la violence » dont témoigne le faible nombre de victimes collatérales lors des affrontements ayant lieu à l'époque.
Les années 1930 annoncent également l'émergence des machines à sous dans les bars, l'apogée de la prostitution illégale et l'essor du trafic de stupéfiants à un moment où la demande outre-Atlantique se fait de plus en plus forte. Les réseaux s'internationalisent et préfigurent l'âge d'or de la French Connection : par Marseille transite déjà l'opium venu de Chine et du Levant et en partance pour les États-Unis. Les malfaiteurs sont alors bien plus organisés et défiants face aux autorités répressives : faux papiers d'identité, prête-noms, avocats renommés pour les plus riches, menaces contre les témoins et les jurés, etc. Certains malfrats sont parfois tellement intimidants que s'impose l'omertà : des témoins refusent de parler même en l'absence de menace apparente.
La police marseillaise est démunie : elle ne peut quadriller tous les quartiers et, mal équipée, a du mal à arrêter des criminels très mobiles. Les faibles perspectives de carrière dans les forces de l'ordre favorisent également la corruption et les ententes entre agents et trafiquants. La réputation de la police devient si mauvaise qu'une enquête interne est ouverte en 1938 et met au jour une vaste corruption dans la police des mœurs. La pègre parvient également à infiltrer les sphères politiques et agit pour le compte de certains politiciens : intimidation d'adversaires, contribution aux fonds de campagne, service d'ordre, etc. En retour, les mafieux attendent une protection haut placée en cas d'ennuis judiciaires, et la possibilité de faire des placements légaux dans le monde des affaires grâce à leurs nouvelles relations.
Cette connivence entre truands et politiques est particulièrement marquée par les relations entre Simon Sabiani, premier adjoint à la mairie de 1929 à 1935, et deux figures montantes de la pègre locale, l'Italien François Spirito et le Corse Paul Carbone. Lorsque l'affaire Stavisky éclate en 1934, l'inspecteur Bonny désigne Carbone, Spirito et leur ami Gaëtan de Lussats coupables de l'assassinat d'Albert Prince, alors conseiller à la cour d'appel de Paris. Les trois hommes, rapidement mis hors de cause faute de preuve, sont soutenus publiquement par Sabiani, et leurs liens apparaissent au grand jour. C'est alors que débute l'ère du clientélisme et de la corruption.
Spirito et Carbone connaissent leur heure de gloire en 1936 lorsqu'ils parviennent à faire entrer 34 tonnes de parmesan italien dans la ville malgré l'embargo français contre les marchandises transalpines. Toute proportion gardée, grâce à leur implantation urbaine, leur fortune en cours de blanchiment, leur ascendant sur les clans corses et l'échelle internationale et quasi industrielle de leurs trafics, ils détiennent à Marseille un pouvoir similaire à celui d'Al Capone à Chicago au même moment.
Face à ces deux parrains va rapidement s'élever un clan rival, les frères Guérini, corses eux aussi. Ces derniers s'infiltrent dans la politique locale en soutenant la candidature du socialiste Henri Tasso qui remporte les élections municipales de 1935, au cours lesquelles les conflits entre partisans politiques se règlent souvent à la gâchette. D'autres figures émergent également, notamment les frères Noël et Joseph dit « Jo » Renucci.
Le banditisme marseillais entre alors dans une « modernité criminelle d'ordre industriel et capitaliste d'inspiration nord-américaine » où les mafieux sont perçus par la population comme des hommes influents menant une vie de faste en toute impunité grâce à leurs relations politiques et économiques.

### Seconde Guerre mondiale
L'invasion allemande de 1940 départage les deux clans mafieux : alors que les frères Guérini choisissent la Résistance, Carbone et Spirito collaborent avec l'occupant. Antoine et Barthélemy dit « Mémé » Guérini espionnent les Allemands, aident les réseaux clandestins, acheminent le matériel parachuté par les Alliés et cachent des soldats britanniques dans les caves de leurs bars. Lors de ces activités souterraines, les deux frères font alors la connaissance de Gaston Defferre, lui aussi engagé dans la Résistance et futur maire de Marseille.
Si Mémé reçoit la croix de guerre à la Libération, son frère Antoine doit s'expliquer sur ses relations troubles avec les Allemands au sein de ses établissements nocturnes et obtient finalement la quiétude grâce à l'aide de Robert Blémant, un ancien policier devenu malfrat. Après-guerre, le milieu marseillais change de tête et les frères Guérini reprennent les affaires des anciens mafieux Spirito, contraint à l'exil, et Carbone, mort en 1943. Les obsèques de ce dernier à Paris attirent d'ailleurs des personnalités diverses comme un secrétaire d'État, un ambassadeur allemand ainsi que les artistes Mistinguett et Tino Rossi.

### LaFrench Connection: âge d'or du milieu marseillais (1945-1972)
Profitant des réseaux internationaux déjà établis entre Marseille et Saigon dès le début du siècle, la ville devient l'une des étapes majeure d'une route maritime transcontinentale fournissant les États-Unis en héroïne où le marché croît rapidement. Cette route de la drogue, que l'on appelle French Connection, atteint son apogée dans les années 1960 avant d'être démantelée par les autorités françaises et américaines au début des années 1970.

#### Années 1950: la mise en place d'un réseau transcontinental de trafic d'héroïne

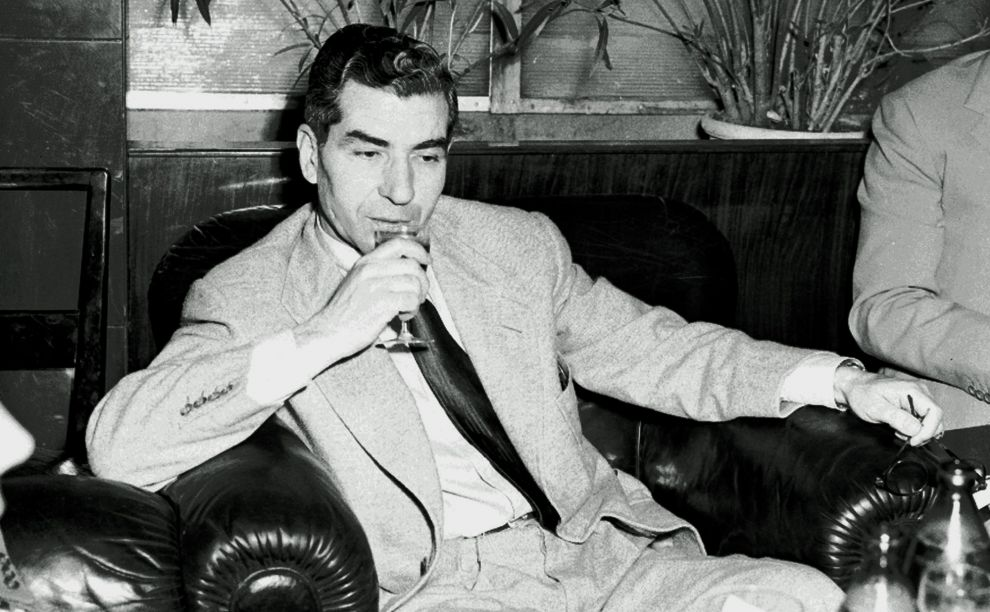
Lucky Luciano, Capo di tutti capi américain et l'une des figures les plus importantes de la French Connection.

Début 1950, les dockers marseillais, opposés à la guerre d'Indochine et aux suppressions de postes, font grève et bloquent le port. La situation est autant inacceptable pour le crime organisé que pour le gouvernement français, ainsi que pour les Américains qui craignent une contagion communiste en Europe de l'Ouest. Ce sont alors les hommes de main des malfrats, parfois libérés de prison pour l'occasion, qui jouent le rôle de « briseurs de grève » sous la bienveillance des autorités et avec l'aide de la CIA. Ils libèrent le port en quelques jours et les trafics, légaux ou non, peuvent reprendre.
La position de Marseille en Méditerranée fait d'elle le point central de la French Connection : la morphine-base, issue de la culture du pavot, arrive clandestinement de Turquie par bateau, avant d'être transformée par les chimistes marseillais et réexpédiée sous forme d'héroïne aux États-Unis. Grâce au talent de ses chimistes, l'héroïne marseillaise est à l'époque la plus pure du monde, jusqu'à, dit-on, 98 %. Créé par les mafieux américains Lucky Luciano et Meyer Lansky, ce réseau transcontinental est alors principalement géré en France par les clans corso-marseillais. Ces derniers ne contrôlent donc pas l'ensemble du trafic et y participent en réponse à l'appel d'offre des Siciliens de New York. Ils constituent plutôt le segment local d'un vaste réseau international et sont des partenaires commerciaux, voire des sous-traitants, de la bien plus puissante Cosa nostra italo-américaine.

#### Années 1960: essor et fin de laFrench Connection

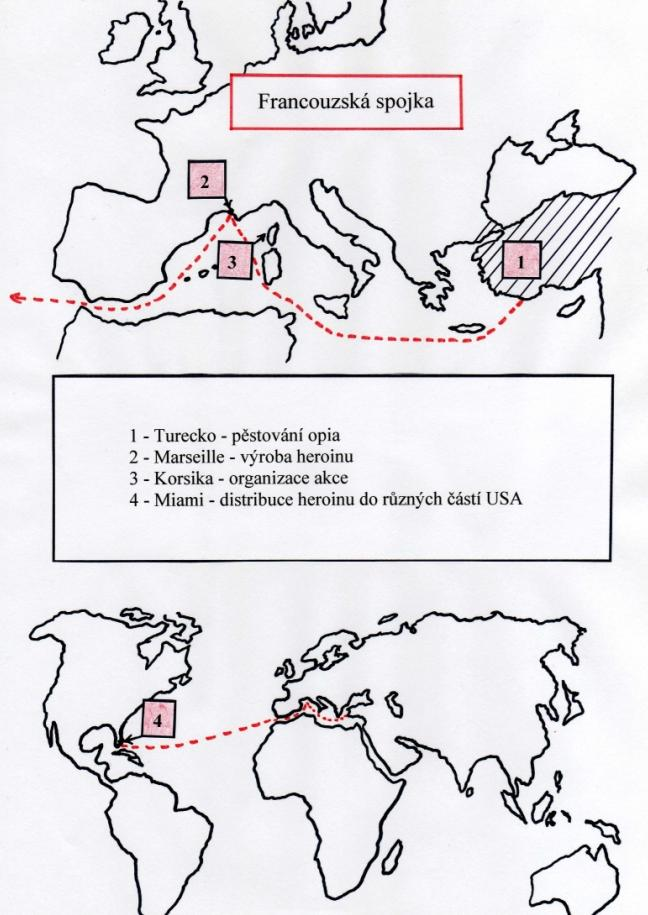
La French Connection atteint son apogée dans les années 1960.

En 1962, la French Connection fait l'actualité lorsque l'animateur de télévision Jacques Angelvin est arrêté à New York pour sa participation au réseau. Les réactions timides des autorités françaises, qui ne considèrent d'abord pas cela comme un problème intérieur, a peut-être facilité l'essor du trafic ; en témoigne la déclaration du Ministre de l'Intérieur de l'époque, Raymond Marcellin : « c’est votre problème, pas le nôtre, puisque ce sont les Américains qui consomment ».
Au début des années 1960, Marseille fournit 90 % de l'héroïne consommée aux États-Unis. Dix ans plus tard, face à l'ampleur du trafic et aux ravages de la drogue sur le sol américain, le président américain Richard Nixon déclare la guerre à la toxicomanie. Une convention est signée en février 1971 entre l'Office pour la Répression du Trafic Illicite de Stupéfiants (OCRTIS) et le Bureau of Narcotics and Dangerous Drugs (BNDD), et des agents américains sont stationnés à Paris. Les moyens de la police française sont nettement accrus, et les peines infligées aux trafiquants significativement alourdies. Les saisies de laboratoires clandestins et de quantités importantes de stupéfiants se multiplient. En 1972, la Turquie accepte sous la pression américaine de mettre fin à la culture du pavot. Les laboratoires de l'arrière-pays marseillais, déjà mis à mal par les opérations policières, ferment alors les uns après les autres. La mafia américaine, à l'initiative de Santo Trafficante et Frank Lucas, se tourne alors vers le Triangle d'or est-asiatique, région déséquilibrée par de multiples conflits armés et grande productrice de pavot.
Cette nouvelle route de la drogue marque la fin de la French Connection, qui s'éteint définitivement en 1973 et dont l'interception en 1972 de 425 kg d'héroïne par la Douane française sur le bateau Caprice des Temps au large de Marseille constitue le dernier épisode marquant.
Pour ce qui est des frères Guérini, leur règne avait déjà pris fin peu de temps auparavant. Alors qu'ils veulent étendre leur influence en s'introduisant dans le monde des jeux parisiens, ils s'associent avec le policier corrompu Robert Blémant. L'affaire tourne mal et conduit à une série d'assassinat et de vendettas au cours de laquelle périt d'abord Blémant en 1965, puis Antoine Guérini en 1967. Le reste de la famille Guérini, y compris Mémé, est finalement incarcéré à l'aube des années 1970 pour l'assassinat d'un jeune cambrioleur qui avait dérobé des bijoux chez Antoine lors de son enterrement.

### 1968-2000: la guerre des parrains
Dès 1972-1973, à la suite de la disparition du clan Guérini et la fin de la French Connection, le milieu connait une période de déstabilisation profonde. Les clans des parrains Tany Zampa et celui de la Belle-de-Mai (Francis le Belge, Antoine Cossu) s'affrontent dans une guerre sanglante à travers une série de règlements de comptes qui s'achève en 1985. Pour le chercheur Paolo Monzini, cette déconstruction très rapide des systèmes traditionnels du milieu marseillais est accélérée par la croissance de nouveaux marchés illicites très lucratifs, l'apparition de problèmes liés au chômage, la renaissance des bandes de jeunes délinquants, ainsi qu'à l'extension dans le bassin méditerranéen d'organisations internationales plus influentes et structurées comme la Cosa nostra.
En 1977, Zampa, qui s'est construit un empire influent, tente de faire assassiner son ancien partenaire Jacky Imbert, dit « Jacky le Mat », qui en réchappe miraculeusement. Les deux hommes entrent alors en guerre. Un épisode rend particulièrement compte de cette période de violence : la tuerie du Bar du Téléphone en 1978 au cours de laquelle dix personnes sont abattues. Pierre Michel, un juge arrivé de Metz, est alors persuadé que Zampa tient les commandes des établissements de nuit marseillais grâce à l'argent de l'héroïne. Harcelant le milieu, multipliant les perquisitions, allant même enquêter sur la Cosa Nostra à Palerme, il est abattu en 1981 alors qu'il circule en moto sur le boulevard Michelet, six ans après la mort du juge François Renaud à Lyon[réf. souhaitée].
La vague d'assassinats continue et on assiste aux meurtres du présumé « parrain » Marcel Francisci (1982) ainsi que des malfaiteurs Gilbert le Libanais (1983) et Paul Mondoloni (1985). Zampa, principal suspect du meurtre du juge Michel, est arrêté en 1983 avant de se suicider quelques mois plus tard en détention[réf. souhaitée].
À la suite de ces événements, Francis le Belge décide de se faire plus discret et quitte la région marseillaise. Il est pourtant dénoncé pour une affaire de trafic d'héroïne par François Scapula et arrêté en 1988. Il retrouve rapidement la liberté puis gère ses affaires depuis Paris, dans une semi-retraite qui s'achève avec son assassinat en 2000. Après avoir supprimé le reste du clan Zampa aux côtés de Francis le Belge, Jacky le Mat entre également dans l'anonymat puis s'éloigne peu à peu du milieu.

### Depuis les années 2000
Dès les années 1980, des réseaux importants de trafic de drogue se développent dans les cités défavorisées de la ville. Profitant de la hausse de la consommation de marijuana au sein de la population française, au moins quarante de ces grands ensembles, parmi lesquels La Castellane, Campagne Lévêque ou encore Frais Vallon, se sont transformés en « véritables supermarchés des drogues à l'échelle d'une vaste clientèle métropolitaine. »

#### Émergence du «néo-banditisme de cité»
Après la mort de Francis le Belge en 2000, qui avait progressivement repris en main le milieu marseillais depuis sa semi-retraite parisienne, le crime organisé semble dans un état de relative désorganisation, comme lors des années 1970 conséquemment à la chute de l'empire Guérini. Il apparaît aussi que le vide hiérarchique survenu après le décès du parrain ait entraîné des prises de pouvoir de la part de « caïds de cité » locaux contrôlant le trafic de cannabis dans les quartiers déshérités de la métropole marseillaise. Le marché de la drogue est devenu, par les bénéfices immenses qu'il engendre, le dénominateur commun de l'activité de l'immense majorité des malfrats. La plupart des affaires criminelles, du règlement de comptes jusqu'au braquage, sont dorénavant liées de près ou de loin au trafic de stupéfiants,.
Farid Berrahma, ancien lieutenant de Francis le Belge, pionnier du néo-banditisme de cité et du trafic de cannabis, contrôle une grande partie de ces réseaux de revente de stupéfiants au début des années 2000. Alors que son influence grandit, il se retrouve confronté au milieu corso-marseillais sur un de ses terrains traditionnels, le contrôle des machines à sous autour de l'étang de Berre. Berrahma finit assassiné en 2006 par un commando corse dirigé par Ange-Toussaint Federici,. Pour le criminologue Alain Bauer, l'assassinat de celui qui a mené une « opération d'indépendance » contre le milieu traditionnel a ouvert la porte à la « guerre de sécession » que connait la ville actuellement.

#### «Balkanisation» et alliances
À la mort de Berrahma, un « émiettement des réseaux » s'effectue. D'autres narco-trafiquants de cités, comme Saïd Tir, les Benissam, le clan Zerrifi, ou les frères Bengler, deviennent de plus en plus puissants à mesure que le trafic de stupéfiants s'intensifie. Ces clans s'affrontent entre eux, voire prennent le contrôle de marchés jusqu'alors réservés au grand banditisme traditionnel (braquage de banques et de fourgons, trafic d'armes, racket, etc.), alors dirigés par des figures du milieu historique comme Roland Gaben, Raymond Mihière dit « le Chinois », Joël le Libanais, le Gang de la brise de mer ou le clan Barresi-Campanella.
Dans cette guerre des clans pour le contrôle ou la succession des territoires, aucun d'entre eux ne parvient à s'imposer et à asseoir son pouvoir sur une partie significative de la ville comme ce fut le cas à des périodes précédentes. Les caïds de cités sortent affaiblis de ces conflits et, fin 2013, certains d'entre eux sont morts ou en prison, et leur équipe désorganisée. Pourtant, grâce à l'empire financier qu'ils se sont construit grâce au trafic de stupéfiants, le rapport de force avec les malfrats traditionnels commence à s'inverser au cours des années 2010, et les chefs de clans des cités semblent désormais détenir le pouvoir au sein du milieu marseillais face à des figures historiques qui ont perdu de l'influence,.
Par ailleurs, on assiste depuis l'aube des années 2010 à des alliances entre membres du milieu traditionnel, corso-marseillais principalement, et des têtes de pont du néo-banditisme des cités. Dès lors, le milieu traditionnel, qui possède les contacts internationaux nécessaires à l'approvisionnement de certaines drogues (la cocaïne sud-américaine en particulier), et ces néo-parrains de cité, qui en contrôlent la vente au détail dans les cités, doivent s'allier pour maintenir le fonctionnement local des trafics. Dans les années à venir, on pourrait ainsi observer une nouvelle structuration du milieu, avec une concentration de ces trafics entre les mains de quelques parrains traditionnels alliés aux néo-parrains des cités.

#### Un nouveau milieu corso-marseillais
Un nouveau milieu corso-marseillais s'organise autour des frères Barresi (Bernard Barresi, Franck Barresi et Jean-Luc Barresi, d'origine sicilienne)  et des frères Campanella (Gérald Campanella et Michel Campanella),. Ils sont tous les quatre liés au « système Guérini », mis en place par les frères Guérini, Jean-Noël Guérini (Sénateur PS des Bouches-du-Rhône) et Alexandre Guérini.
Les frères Campanella ont attaqué cinq banques en une semaine pendant l’été 1986. Ils ont été condamnés en 2005 pour « escroquerie » dans une affaire de faux emprunts pour des achats de voitures de luxe. En juin 2010, ils sont interpellés à Golfe-Juan (Alpes-Maritimes) sur un bateau du groupe Rodriguez avec Bernard Barresi. Les frères Campanella fondent dans les années 2000 la société MGC (leurs initiales) spécialisée dans la VRD « voirie et réseaux divers » (terrassement, assainissement, éclairage) et impliquée dans une affaire Guérini, avec les clans Barresi et Boudemaghe.
Gérald Campanella a été arrêté le 4 novembre 2017 dans un village des Alpes-de-Haute-Provence de retour du Gabon. Il a été au tribunal correctionnel de Marseille en avril 2018. Fin 2016, il a été condamné à 10 ans de prison ferme. Michel Campanella a été arrêté à Aubagne en août 2020 et  mis en examen et écroué pour participation à une association de malfaiteurs en vue de la préparation de crimes commis en bande organisée, extorsions, recel, blanchiment. Leur société aurait obtenu le chantier de la Commanderie, centre d’entraînement de l’Olympique de Marseille[réf. souhaitée].
Les frères Barresi sont présentés comme d'anciens lieutenants de Roland Cassone. Bernard Barresi condamné à dix ans de prison pour le « hold-up de l'A36 ». Le butin de l'A36 (34 millions de francs, soit 5,2 millions d'euros) n'a jamais été retrouvé et aurait été blanchi dans les machines à sous. Bernard est également soupçonné d'avoir truqué des marchés publics de BTP, en lien avec Jean-Noël Guérini, alors président PS du conseil général des Bouches-du-Rhône (CG13). Il a été arrêté en juin 2010 sur le bateau « Atlas » du groupe Rodriguez en compagnie des frères Michel et Gérald Campanella. Son ex-femme Carole possède une villa en Balagne (Haute-Corse) de 247 mètres carrés achetée en 1991 sans que celle-ci ait des revenus déclarés. Il possédait en sous-main la brasserie « La Belle Époque » du Cours Mirabeau d'Aix-en-Provence. Sa nouvelle compagne Carole Serrano était la gérante d'Alba Sécurité (143 employés, 4 millions de chiffre d'affaires en 2008). Alba Sécurité contractait avec le CG13 de Jean-Noël Guérini et fournissait des stadiers pour le Stade Vélodrome de Marseille. Carole Serrano fut mise en examen pour extorsion de fonds et recel d'infraction sur les machines à sous.
Franck Barresi a été mis en examen dans des affaires d'extorsion de fonds et de fraude à la TVA[réf. souhaitée]. Jean-Luc Barresi, agent de footballeurs, a été condamné à trois ans de prison, dont deux avec sursis, pour extorsion de fonds autour de sociétés du port autonome de Marseille. Jean-Luc Barresi a été mis en examen le 10 mai 2016 pour recel d’abus de biens sociaux, blanchiment en bande organisée et association de malfaiteurs.

#### Règlements de comptes
Le règlement de comptes se définit par l'action de régler soi-même un différend, généralement par la violence. Selon Gilbert Cordeau, ce type d'assassinat est lié à trois profils de situations : la délation, les conflits liés aux transactions entre criminels, et les conflits liés à la compétition pour un marché ou un espace.
Pour le docteur en géopolitique Jean-Charles Antoine, la poly-criminalité des acteurs de ces « milieux » locaux « a dilué la puissance des alliances criminelles, favorisant d’autant les trahisons, et donc les règlements de comptes sanglants ». Selon lui, avec la hausse des règlements de comptes depuis les années 2000, une forme de résignation s’installe même chez les jeunes criminels qui décident de « vivre pleinement leurs quelques années de « flambe » et d’argent facile, conscients de leur fin possible ».
Laurent Mucchielli affirme que les violences récentes ne sont pas nouvelles et ne paraissent pas plus fréquentes que durant les grandes heures du grand banditisme local. Lui aussi explique ce phénomène par la multiplication des points de vente de drogue dans les quartiers, qui entraîne une concurrence accrue et des guerres violentes entre bandes rivales pour s'en accaparer les profits. Des réseaux corses, gitans et maghrébins collaborent ou s'affrontent dans un vaste réseau diversifié et complexe pour le contrôle des machines à sous et du trafic des stupéfiants. Le plus grand amateurisme des protagonistes actuels qui, bien plus jeunes, n'ont parfois pas le même sang-froid et les mêmes règles de conduite que les anciens parrains, apparait aussi comme une explication à ce phénomène.
Constat appuyant ces hypothèses, l'intensité des règlements de comptes semble associée à des périodes de désorganisation du milieu au cours de son histoire. Les homicides liés au crime organisé passent d'une soixantaine par an dans les années 1900 à une vingtaine dans les années 1930, quand Carbone et Spirito dominent la ville. Pour la seule année 1985, on dénombre, d'après les souvenirs d'une source policière de l'époque, environ 45 règlements de comptes dans une période où s'affrontent Francis le Belge et le reste du clan Zampa. Quelques années plus tôt en 1978, la tuerie du Bar du Téléphone, théâtre de 10 morts en une seule journée, témoigne de l'intensité de la violence criminelle d'alors.
On assiste donc logiquement à la recrudescence de la violence depuis le milieu des années 2000, avec la mort de Francis le Belge puis de Farid Berrahma. Le quotidien La Provence établit le nombre de morts liés aux règlements de comptes à Marseille et dans sa proximité à 169 entre 2008 et 2014. Entre 2015 et 2020, on a recensé 100 morts par règlements de comptes dans les Bouches-du-Rhône.

## Activités

### Trafic de drogue

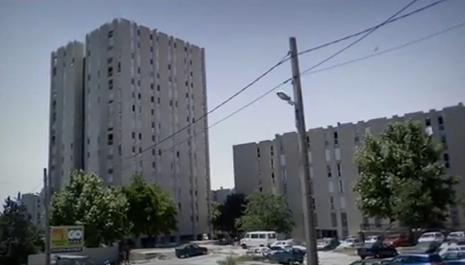
La Castellane s'est transformée depuis les années 2000 en supermarché de la drogue, à l'image de nombreuses autres cités de la ville.

S'il est la principale source de revenu de l'actuel grand banditisme marseillais, le trafic de drogue n'est pas récent dans la ville. Il a connu trois phases dans son histoire : l'ère de l'opium dans les années 1930, celle de l'héroïne dans les années 1960, et enfin l'ère actuelle, celle du cannabis et dans une moindre mesure de la cocaïne.
Depuis le début du XXIe siècle, le cannabis s'adresse à une population incomparablement plus grande que celle des autres drogues, et Marseille reste le principal point d'entrée maritime français en Méditerranée et un proche voisin de la région du Rif au Maroc, premier producteur de marijuana. La liaison est directe par bateau ou indirecte par la route à travers l'Espagne. La cocaïne, et plus rarement l'héroïne, sont également vendues dans certaines cités de la ville, bien qu'elles occupent une place moins grande dans les volumes de transaction.
Le trafic de drogue générait, dans les années 2010, de 10 à 15 millions d'euros de bénéfices par mois dans la ville. En 2014, les dix cités les plus importantes ont accueilli en moyenne plus de 1 500 clients par jour ; jusqu'à 3 000 pour le réseau le plus important, celui de La Castellane. Cette dernière est considérée comme le symbole du trafic de drogue à Marseille, avec un chiffre d'affaires atteignant jusqu'à 50 000 euros par jour en 2013 dans la seule Tour K. En 2020, le point de vente des Oliviers A générait jusqu'à 80 000 euros de chiffre d'affaires par jour. Un document de comptabilité concernant la cité de La Visitation saisi par la police en 2011 permet de mieux comprendre le modèle économique de ces réseaux. Le kilo de haschich acheté 2 250 euros génère un bénéfice de plus de 10 000 euros. Le coût de fonctionnement (paiement des intermédiaires, de la main-d'œuvre, etc.) du réseau s'est élevé à 50 000 euros par mois.
Chaque réseau possède une division hiérarchique du travail similaire et reprend en quelque sorte la pyramide traditionnelle de la mafia italo-américaine, avec ses soldats et ses capi. En bas de l'échelle, les « choufs » (les guetteurs), souvent très jeunes, surveillent les abords des cités et préviennent de l'arrivée de la police contre 30 à 100 euros par jour. Viennent ensuite les « charbonneurs » (ou vendeurs) qui occupent les points de vente (ou « plans stup ») et servent les clients pour un salaire d'environ 4 à 6 000 euros par mois,. Enfin, le gérant dirige le point de vente et gère l'approvisionnement. D'autres « métiers » existent en parallèle, comme les « nourrices » qui sont chargées de stocker la drogue chez elles en échange d'un salaire et de la protection des narcotrafiquants, les « réapprovisionneurs » qui ravitaillent les vendeurs en drogue, les « coupeurs » qui découpent les lamelles de haschich, ou les « go fasters » qui traversent la frontière espagnole en dissimulant la drogue dans leurs véhicules pour alimenter la ville en cannabis.

### Machines à sous et jeux illégaux
Dès les années 1930, le secteur des jeux prohibés se recompose autour des machines à sous placées dans des bars et contrôlées par des malfaiteurs.
Dans les années 2010, l'essentiel du trafic est concentré dans un « triangle » situé entre Marseille, Aix-en-Provence et l'étang de Berre. Les machines à sous prennent la forme de jeux de table (bingo, poker, etc.) ressemblant à des flippers et installés dans les débits de boissons. Elles rapporteraient entre 4 et 6 000 euros par mois, partagés à moitié entre le placeur de la machine, appelé « placier », et le gérant de l'établissement d'accueil.

### Trafic d'armes
Le trafic d'armes remonte au moins à la guerre d'Espagne (1936-1939), période durant laquelle Marseille devient une plaque tournante de la contrebande d'armes à feu en partance pour la péninsule ibérique. Porte d’entrée pour les armes venant du sud de l’Europe ou des Balkans, Marseille est la destination d'une partie d'entre elles arrivant clandestinement en France. Au début des années 1990, au même titre celui de Toulon, son port occupe déjà une importance stratégique pour les mouvements indépendantistes corses qui font transiter les armes achetées illégalement par ces deux villes.
Si elles fonctionnent de la même manière, les filières d'approvisionnement locales semblent globalement plus développées qu’en Île-de-France, à Lille ou à Lyon, probablement en raison de sa géographie et de la convergence de filières internationales dans la ville. En amont de la transaction, un intermédiaire acquiert des armes auprès d’un cambrioleur les ayant dérobées chez des particuliers ou des clubs de tir, de passeurs de frontières qui les acheminent depuis l'ex-Yougoslavie, ou encore auprès de criminels remilitarisant des armes mises hors d'usage,.
En 2015, l'éclatement du milieu marseillais et la recrudescence des règlements de comptes favorisent ce commerce, tout comme l'architecture des cités qui offre des possibilités de caches dans les caves communes. Comme à Paris et à Lyon, les « caïds de cité » semblent disposer d'un arsenal important qu'ils mettent à la disposition des membres de leur bande. Ainsi, on assiste non seulement à une hausse du nombre d'armes à feu dans ces quartiers, mais également à leur mutualisation entre malfrats.
Selon le journal Le Monde, environ 500 armes ont été saisies chaque année dans les Bouches-du-Rhône dans la seconde moitié des années 2010. La présence d'arsenaux de guerre dans des points de deal générant des profits modestes (environ 1 000 euros par jour) suggère par ailleurs une « démocratisation du fusil d'assaut » dans les cités marseillaises.

### Prostitution
La prostitution est longtemps restée cantonnée au quartier réservé, dont les limites sont fixées en 1878 dans le bas de la vieille ville, derrière la mairie, pour surveiller et circonscrire le sexe tarifé. Surtout fréquentées par les marins et les soldats, on y compte 89 maisons de tolérance dans les années 1880. Au cours des années 1930, il existe 195 établissements de prostitution à Marseille, ce qui traduit l'explosion de la prostitution clandestine dans le reste de la ville, au sein des hôtels de passe et autres maisons de rendez-vous. Ce nouveau phénomène, qui concurrence les « filles en cartes » du quartier officiel, s'explique par une volonté de plus grande discrétion de la part des clients, et le milieu s'intéresse rapidement à la manne financière que représente cette nouvelle pratique.
En 1932, le secteur légal s’accroît après un arrêté autorisant la présence de maisons de rendez-vous en dehors du quartier réservé. Beaucoup d’établissements clandestins sortent alors de l'illégalité. Les établissements prohibés continuent toutefois leur essor, en particulier les hôtels de passe. Le quartier réservé, considéré par les nazis comme un repaire de résistants, de Juifs et de bandits, est détruit en 1943 sur ordre de l'état-major d'Hitler.
En 2015, les quartiers de l'Opéra et du Jarret, ainsi que les rues Curiol et Sénac, où elle est présente depuis près d'un siècle, sont les hauts lieux de la prostitution à Marseille.

### Activités dans le football
Le milieu marseillais est actif dans le milieu du football et en particulier autour des transferts de joueurs,.
Convoqué par la brigade de répression du banditisme (BRB) de la Police judiciaire de Marseille, l'ancien entraîneur de l'OM José Anigo est placé en garde à vue le 1er octobre 2020. Il est suspecté de « participation à une association de malfaiteurs en vue de commettre un crime » et « extorsions en bande organisée ». Il a été laissé en liberté et placé sous contrôle judiciaire après paiement d'une caution de 100 000 euros,.

### Paradis fiscaux
Le milieu marseillais utilise pour le blanchiment de ses activités illicites et ses investissements des sociétés offshore et des flux financiers basés dans des paradis fiscaux. Certains de ses membres sont résidents dans ces paradis, en particulier l'émirat de Dubaï.

## Rôle des autorités

### Corruption politique locale

#### Années 1930: l'ère du clientélisme et de la corruption
Les grands partis politiques des années 1930, à l’exception du Parti communiste, s’offrent à Marseille les services d’agents électoraux qui, pour beaucoup, sont issus du milieu,.
Quand le frère de Paul Carbone, François, est accusé du meurtre du proxénète Harry Sylla en 1929, la rumeur veut alors que Simon Sabiani serait intervenu pour le libérer. Ce dernier a d'ailleurs créé un poste d'inspecteur des stades à la mairie pour le plus jeune des frères Carbone, Jean,. Le mafieux Noël Renucci est chargé du service d'ordre du SFIO avant de devenir un proche du député Fernand Bouisson,.
À partir de l'élection d'Henri Tasso (SFIO) à la mairie en 1935, les frères Guérini, qui l'ont soutenu dans sa campagne, profitent de sa mandature pour faire rentrer à la mairie certains membres de leur entourage et investissent dans les bars et les établissements de nuit les gains qu’ils ont amassés grâce à la prostitution. On relève ainsi 77 repris de justice parmi les 2 000 employés municipaux recrutés au cours de ces années. La cousine des Guérini, Restitude, est par ailleurs mariée à Horace Manicacci, l'une des plus importantes figures socialistes locales, et ils sont connus pour être proches du sénateur Léon Bon,.

#### 1945-1980: affaiblissement progressif du milieu dans la sphère politique locale
Dès les années 1950 et malgré l'essor naissant de la French Connection, les autorités politiques, et notamment la SFIO, profitent de la nouvelle donne économique et sociale d'après-guerre pour réduire le pouvoir politique du milieu corso-marseillais. Plus de la moitié des programmes immobiliers lancés à Marseille dans les années 1960 concerne des logements sociaux, alors qu'ils sont dans le même temps complètement inexistants à Naples ou Palerme, villes livrées aux promoteurs privés et au détournement d'argent public. Le rôle central et l'autorité de l'État français, comme l'appui des relais étatiques locaux, ont ainsi permis de contrôler l'usage des fonds publics et de garantir une certaine efficacité.
Si la présence du milieu dans les sphères politiques locales s'est affaiblie, il n'a pas disparu pour autant après-guerre. Quelques amis ou proches collaborateurs du maire Gaston Defferre, comme ses gardes du corps Nick Venturi et Antoine Paolini, fréquentent les figures du milieu de l'époque comme les frères Guérini. Defferre a d'ailleurs rencontré Mémé Guérini durant la Résistance. Pourtant, Venturi incarne seulement pour Laurence Montel « la survivance d'un monde révolu, (...) l'une des dernières figures du milieu à jouer un rôle aussi stratégique auprès des instances municipales. » et les relations politico-criminelles se font de plus en plus discrètes. Les relations entre les Guérini et Defferre paraissent aussi plus complexes que celles qui ont lié les parrains aux hommes politiques des années 1930. Pour l'ancien député marseillais Charles-Émile Loo, Defferre « connaissait les Guérini (...) mais il faisait bien attention à ne pas trop en dépendre ».
Les forces politiques parviennent ensuite à rompre presque pleinement avec les anciennes logiques clientélistes, les années 1960 marquant pour Jacques de Saint Victor le « triomphe du pouvoir technocratique sur celui des notables traditionnels ».
Dans les années 1970 et 1980, les relations entre le milieu et les sphères politiques se distendent encore plus. Pour Michel Péraldi et Michel Samson, cet éloignement progressif s'explique par l'accroissement de la distance sociale entre trafiquants et élus, la diminution des luttes politiques et la dégradation de l'image des trafiquants parmi la population.
Paola Monzini montre que l'intérêt d'un rapprochement avec des politiques locaux devient moins évident alors que les trafics prennent une dimension internationale. En comparant le clan Toci, opérant au sein du milieu marseillais dans les années 1980, et le clan Alfieri, originaire de Naples à la même époque, elle conclut que malgré une organisation et un usage de la violence comparables, les Napolitains possèdent un réseau d'échanges et d'influences bien plus étendu. À la différence du crime organisé marseillais, ils entretiennent des rapports quotidiens avec des entreprises, des partis politiques et des administrations publiques. Aujourd'hui encore à Naples, les plus grandes équipes criminelles occupent un rang social, politique et économique important, ce qui n'est plus le cas à Marseille depuis longtemps.

#### Depuis les années 1980: résurgence des liens «politico-crapuleux»
Après la « normalisation » de la période précédente, les spécialistes observent un net renforcement des liens politico-crapuleux à partir des années 1980-1990 à Marseille comme à Toulon et à Nice. Divers scandales politico-financiers ont par ailleurs récemment éclaté comme l'affaire Guérini, dont le jugement n'a pas encore été prononcé en 2015, ou la condamnation à un an de prison ferme pour la député Sylvie Andrieux pour détournement de fonds publics.

### Responsabilité des États

#### Années 1930: une influence limitée au sommet
Dans les années 1930, il est manifeste que des trafiquants disposent de réseaux de relations ayant dépassé l’échelle locale pour s'étendre jusqu'à la capitale. Paul Carbone est réputé proche du préfet de police de Paris Jean Chiappe, ce qui lui a probablement facilité ses activités dans la capitale, notamment l'investissement dans des boîtes de nuit à Pigalle,. Par l’intermédiaire de son ami Gaëtan de Lussats, il a sûrement des entrées dans certains milieux politiques parisiens. Mais ces protections, si elles dépassent l'échelle locale, n’atteignent jamais le haut niveau de l’État. Ce sont plutôt des « enrichissements de connexions inter-personnelles ».

#### Jeu des pouvoirs en 1939-1945 et après-guerre
Durant la Seconde Guerre mondiale, la frontière s'estompe entre pouvoirs publics et milieux criminels. Les représentants du pouvoir, qu'ils soient dans le camp de Vichy ou de la Résistance, s'entendent souvent avec les trafiquants, à Marseille comme à Paris. Au service des collaborateurs, les malfrats se chargent par exemple de la torture des opposants ou de la réquisition des biens juifs contre une impunité à leurs trafics, très diversifiés dans le contexte du moment (racket des suspects, marché noir, etc.). Les truands ayant choisi l'opposition à l'occupant cachent eux les individus recherchés dans leurs caves, fournissent de faux-papiers ou participent à des opérations de sabotage grâce à leurs connaissances criminelles. Si certains ont pu agir par patriotisme ou bien pour s’acheter une conduite, il est probable que ces services aient souvent été monnayés.
Pourtant, peu de trafiquants semblent acquis à un seul camp et leurs motivations sont plus floues qu'il n'y parait. Si Paul Carbone et François Spirito choisissent la collaboration, Marie Paoleschi mentionne quelques réticences de la part de Carbone à rejoindre les Allemands. De la même manière, Antoine Guérini reçoit les soldats et les officiers nazis dans ses établissements tout en rendant de discrets services à la Résistance, avant de la rejoindre officiellement.
Quoi qu'il en soit, ceux qui ont côtoyé les réseaux résistants se trouvent en position favorable à la Libération. Ils ont gagné une légitimité sociale et des relations précieuses dans les milieux gaullistes et socialistes. Les pouvoirs publics leur ont délégué une partie de la violence légitime, inaugurant des pratiques qui perdurent après la guerre dans la clandestinité. Ces connivences paraissent d’autant plus utiles pour le milieu que les trafics s’organisent désormais à des échelles supra-locales, et que leur répression peut prendre une tournure internationale.
Par exemple, le mafieux Jo Renucci, après avoir collaboré avec les Nazis, rejoint la Résistance et participe à la Libération de Marseille en 1944. Il adhère en 1947 au RPF gaulliste et se lie d'amitié avec le député Antoine Chalvet. Ils sont tous les deux cités dans une affaire de vol de bons du Trésor en 1949. Selon Renucci, une partie du butin aurait été récupérée pour des financements politiques.
La CIA collabore elle aussi avec le milieu marseillais à la même époque. En 1947, craignant une contagion communiste, elle utilise des gangs corso-marseillais pour mettre fin à la grève syndicale qui bloque le port de Marseille, tête de pont pour les livraisons du plan Marshall vers l'Europe. La CIA aurait remis armes et argent au milieu marseillais pour briser les piquets de grève communistes et menacer les leaders syndicalistes. Lors d'une grève au début de l'année 1950, les services secrets américains interviennent à nouveau en fournissant argent et appui aux organisations corses, avec l'aval discret du ministre de l'Intérieur Jules Moch,,. Yvonnick Denoël avance même que cette collaboration aurait facilité l'essor de la French Connection, les premiers laboratoires apparaissant en 1951.

#### Rôle de l'État français pendant laFrench Connection
À l'aube des années 1970, le président américain Richard Nixon, décidé à démanteler la French Connection, accuse le gouvernement français et la police française de passivité face à ce réseau. Les autorités américaines estiment alors que ce manque d'implication dans la lutte contre le réseau est en partie lié aux appuis dont certains trafiquants semblent bénéficier en haut lieu,,.
Cependant, d'autres facteurs peuvent expliquer cette apathie de l'État, comme la faiblesse de la consommation de drogue en France jusqu'à la fin des années 1960, les efforts importants qu'exige déjà la Guerre d'Algérie jusqu'en 1962, ou encore l'opposition à l'ingérence américaine de la part des gaullistes. Le ministre de l'Intérieur français Raymond Marcellin, au début peu concerné par ce problème, décide d'intervenir et la collaboration des autorités françaises et américaines finit par mettre un terme au trafic de la French Connection.
En 1972, le magazine Time évoque l'existence à Marseille d'une Union corse. Cette organisation secrète est décrite comme un syndicat du crime unifié composé d'une quinzaine de familles corses, à la manière des familles américaines de la mafia. L'hebdomadaire américain avance même que « pour l'extermination des informateurs, l'Union corse a la réputation d'être plus rapide et plus radicale que la mafia » et qu'elle aurait « infiltré ses membres dans les services gouvernementaux ». La plupart des policiers français et experts américains estiment qu'il n'existe pas, comme l'a présenté le Time, de mafia corse pyramidale avec un conseil d'administration unique et ayant infiltré dans les rouages de l'État. Il s'agit plutôt d'une « galaxie de clans séparés, tantôt alliés, tantôt ennemis, qui ont profité de circonstances historiques particulières pour prendre leur essor et qui savent jouer d'une certaine capillarité avec l'appareil politique et administratif pour se protéger ».
Enfin, si Marcel Francisci et les Venturi, qui prennent en charge la production d'héroïne à la disparition des Guérini, gravitent dans les milieux du service d'action civique (SAC) et des cercles gaullistes, on aurait tort pour l'historien Alexandre Marchant « d’y voir derrière la main de l’État ». Le SAC a en effet été un groupe politique « très hétérogène sociologiquement et distinct des structures de l’État gaulliste », servant volontairement la République gaulliste sans que cette dernière ne se mêle de ses affaires. Enfin, la collaboration franco-américaine n'a pas attendu le début des années 1970 pour porter des coups au milieu marseillais, comme en témoigne l'affaire du Clos-Saint-Antoine en 1964, qui conduit au démantèlement d'un important laboratoire clandestin près d'Aubagne et à l'arrestation du chimiste Jo Cesari.

#### Depuis les années 1970: dissipation des relations crimino-institutionnelles
Les relations entre le milieu et les pouvoirs publics semblent se dissiper complètement à partir des années 1970 avec la fin de l’État gaulliste et de la génération politique issue de la Résistance. L’arrestation de Mémé Guérini suggère par ailleurs que les prétendues protections du clan en haut-lieu ont déjà cessé à la fin des années 1960.
Le crime organisé français n'est d'ailleurs pas aussi influent qu'il a pu l'être dans d'autres pays, l’État conservant la maîtrise de la violence légitime même s’il l’a temporairement et partiellement déléguée de manière clandestine au milieu. À l'opposé, l'État italien fait face à des organisations mafieuses puissantes dont le pouvoir se fonde sur le contrôle de territoires entiers et une infiltration progressive de l’économie légale. La Corse et la Côte d'Azur, y compris Marseille, sont plutôt le théâtre de « dérives mafieuses » que d'une réelle mafia.

### Scandales policiers
En 1938, le commissaire Robert Picq, nouvellement arrivé dans la ville, découvre dans le cadre d'une enquête mineure qu'une prostituée est protégée par le commissaire de la brigade des mœurs. Il émet un rapport qui alerte ses supérieurs et l'Inspection générale des services administratifs mène une enquête interne auprès du ministre de l'Intérieur Albert Sarraut en 1938. Elle révèle de nombreux cas de corruption et de liens entre prostitution, jeux illégaux et forces de l'ordre. Le président du Syndicat des inspecteurs a par exemple pour maîtresse une ancienne fille de joie accueillant chez elle du proxénétisme illégal, et on va jusqu'à retrouver la photo d'un sous-chef de la Sûreté dans une maison de passe illégale,.
Le 2 octobre 2012, un scandale de corruption policière éclate au sein de la brigade anti-criminalité (BAC) nord. Accusés de vol, violence, viols et d'extorsion en bande organisée aux dépens de dealers et des habitants, dix-sept policiers ont été mis en examen et trois ont été révoqués.
En janvier 2019, le parquet demande le renvoi devant un tribunal correctionnel de 18 policiers de l'ex-BAC Nord de Marseille. Faute de preuve, certaines accusations, notamment des affaires de viol, ne seront pas retenues. L'instruction met en avant des infractions pénales « systématiques (...) allant bien au delà d'un simple laisser-aller professionnel ou d'un manque de rigueur ».

## Lieux et populations

### Le Vieux Marseille

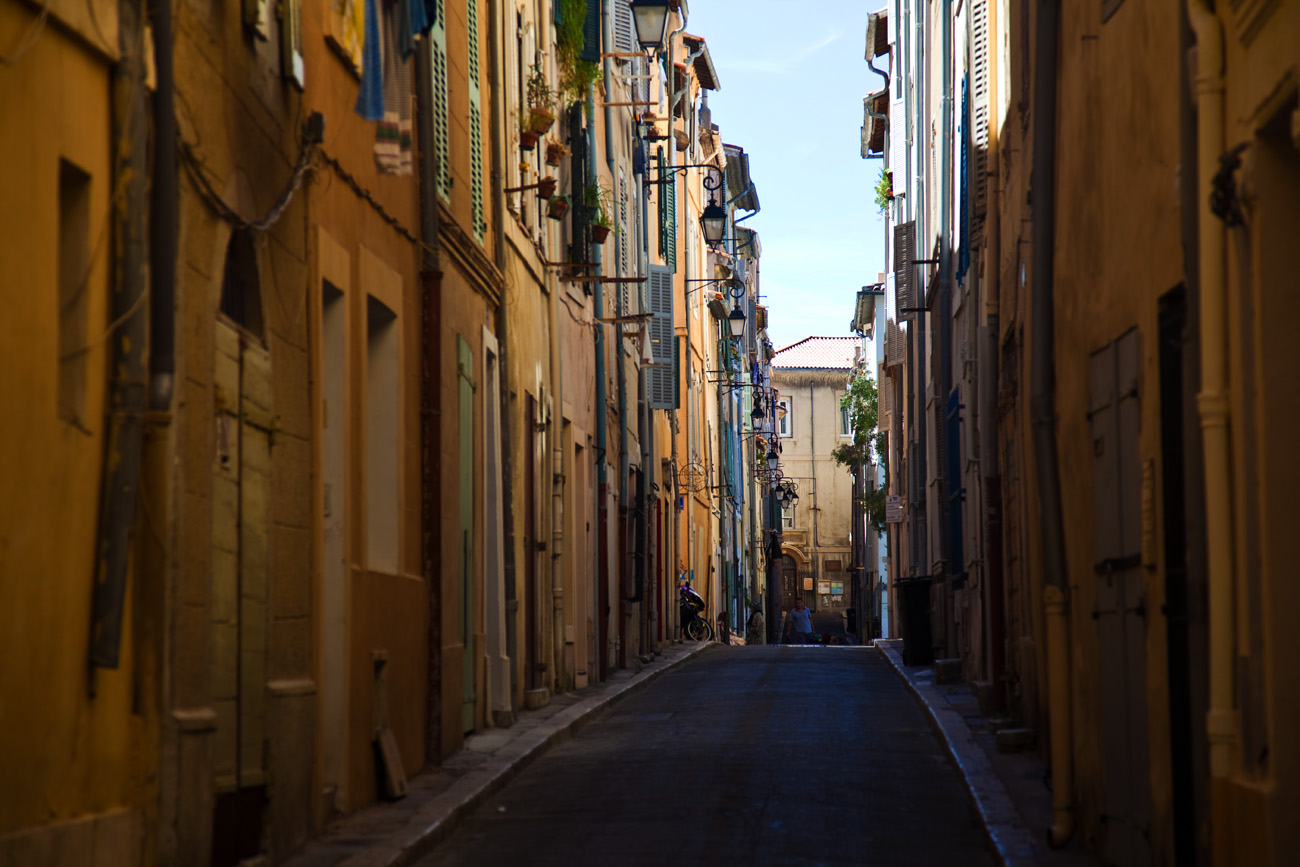
Les quartiers autour du port comme Le Panier voient se développer une économie criminelle importante à partir de la toute fin du XIXe siècle.

La vieille ville constitue déjà sous le Second Empire le plus important foyer de violences à Marseille et les bandes criminelles les plus remarquées des années 1860 y ont leurs attaches. Pourtant, il faut attendre les années 1880 et la création d'un quartier réservé à la prostitution pour que les observateurs considèrent le Vieux Marseille comme de « dangereux bas-fonds cosmopolites, peuplés de récidivistes » et de nervis, et fassent d'elle le principal espace criminel de la ville, notamment le quartier réservé et ses alentours.
À partir des années 1930 cependant, les vieux quartiers perdent leur fonction centrale de la criminalité marseillaise. Ils sont par exemple le théâtre de 45 % des homicides de 1934 à 1938, alors qu'ils ont été le terrain de 65 % d'entre eux entre 1904 et 1908.

### Immigration
Comme New York et sa mafia italienne, l'histoire du milieu marseillais est liée à l'immigration, notamment italienne et corse depuis la fin du XIXe siècle, et africaine depuis le début du XXIe siècle.
Dès la fin du XIXe siècle, les « nervis » sont associés à l'immigré transalpin, stigmatisé dans une ville où se forge alors le stéréotype de « l'Italien manieur de couteau ». Cette surreprésentation italienne dans la criminalité de l'époque s'expliquerait par une démographie plus criminogène (jeunesse, masculinité, célibat), le fait que les nouveaux arrivants habitent souvent dans les quartiers les plus populaires de la ville, et un contexte politico-social difficile qui favorise l'alcoolisme et la violence dans le monde ouvrier. Comme les Italiens, les Corses sont attachés aux valeurs patriarcales de la famille et du village. Quittant la misère des campagnes pour une ville pour eux trop grande et parfois inquiétante, ils se tournent souvent vers le système traditionnel du clan qu'ils reconstituent. Des figures importantes du milieu sont par ailleurs issues de l'immigration corso-italienne, comme François Spirito, Paul Carbone, Jo Renucci, les frères Antoine et Barthélemy dit « Mémé » Guérini ou Tany Zampa.
Au XXIe siècle, le néo-banditisme des cités, originaire des quartiers les plus défavorisés de la ville, profite des difficultés socio-économiques d'une jeunesse souvent issue de l'immigration africaine pour recruter sa main d'œuvre. La ville est également un point d'entrée important de l'immigration clandestine, notamment en provenance d'Afrique[réf. nécessaire].

## Dans la culture populaire

### Imaginaire collectif
Dans l'entre-deux-guerres, et surtout dans la deuxième moitié des années 1930, la réputation du milieu dans l'imaginaire collectif fait de Marseille la « capitale du crime en France ». Pour Laurence Montel, à cette époque « la pègre prend une part importante de l’imaginaire criminel et Marseille un pôle essentiel de celui-ci ».

### Au cinéma
- Justin de Marseille (1935), réalisé par Maurice Tourneur
- Le Garçon sauvage (1951), réalisé par Jean Delannoy
- Un nommé La Rocca (1961), réalisé par Jean Becker
- Le Cercle rouge (1970), réalisé par Jean-Pierre Melville
- La Scoumoune (1972), réalisé par José Giovanni
- Rouge Midi (1985), réalisé par Robert Guédiguian
- Un prophète (2008), réalisé par Jacques Audiard
- Mains armées (2012), réalisé par Pierre Jolivet
- Sur Carbone et Spirito :
  - Borsalino (1970), réalisé par Jacques Deray, avec Alain Delon et Jean-Paul Belmondo.
  - Borsalino and Co (1974), réalisé par Jacques Deray.
- Sur la French Connection :
  - Le Corniaud (1965), réalisé par Gérard Oury, avec Bourvil et Louis de Funès
  - French Connection (1971), réalisé par William Friedkin, avec Roy Scheider et Gene Hackman.
  - French Connection 2 (1975), réalisé par John Frankenheimer.
- Sur Jacky Le Mat, Tany Zampa, Francis le Belge et le juge Michel :
  - L'Immortel (2010), réalisé par Richard Berry
  - Le Juge (1984), réalisé par Philippe Lefebvre
  - La French (2014), réalisé par Cédric Jimenez, avec Jean Dujardin.
- Sur la banlieue Nord :
  - Chouf (2016), réalisé par Karim Dridi avec Sofian Khammes.
  - BAC Nord (2020), réalisé par Cédric Jimenez.

### À la télévision
- Van Loc : un grand flic de Marseille (TF1, 1992-1998)
- Plus Belle La Vie (France 3, 2004-)
- Caïn (France 2, 2012-)
- Marseille (Netflix, 2016)

### Dans la littérature
La trilogie Fabio Montale Total Khéops, Chourmo, Solea,  de Jean-Claude Izzo ,  Éditions Gallimard, collection Série noire.

### Dans la chanson
Alibert - Les Gangsters du Château d'If
Akhenaton - Bad boys de Marseille

#### Sur le milieu marseillais

##### Ouvrages
- Bruno Aubry, Parrains du siècle, destins et déclins, Groupe Express, 1er décembre 2011, 341 p. (ISBN 978-2-84343-819-6, présentation en ligne).
- Alain Bauer et Christophe Soullez, Une histoire criminelle de la France, Odile Jacob, 13 avril 2012, 368 p. (ISBN 978-2-7381-8008-7, présentation en ligne).
- Jean Bazal, Le Clan des Marseillais : des nervis aux caïds, 1900-1988, J.-M. Garçon, 1er janvier 1989 (présentation en ligne)
- Jacques Derogy et Jean Marie Pontaut, Enquête sur les ripoux de la Côte : de l'affaire Médecin au meurtre de Yann Piat, Fayard, 1er janvier 1994, 522 p. (ISBN 978-2-213-59284-8, présentation en ligne)
- Martin Huc, Marseille Interdite. 1878/1943, histoire du Quartier Réservé, La Manufacture de Livres, 20 juin 2024, 400 pages.  (ISBN 978-2-3855-3100-3)
- (en) Simon Kitson, Police and Politics in Marseille, 1936-1945, Leiden, Brill, 1er mai 2014, 307 p. (ISBN 978-90-04-26523-3, présentation en ligne).
- Xavier Monnier, Les nouveaux parrains de Marseille : L'emprise mafieuse, Paris, Fayard, 1er janvier 2017, 380 p. (ISBN 978-2-213-68715-5)
- Laurence Montel, « Mi-marseillais, mi-italiens ? Stéréotype du nervi et affrontements dans le quartier réservé de la Belle Époque », dans Stéphane Mourlane et Céline Regnard, Les Batailles de Marseille, Presses universitaires de Provence, 2013, 188 p. (ISBN 9782853998642)
- Laurent Mucchielli, Sociologie de la délinquance, Armand Colin, 17 septembre 2014, 224 p. (ISBN 978-2-200-60102-7, présentation en ligne).
- Jérôme Pierrat, La Mafia des cités : économie souterraine et crime organisé dans les banlieues, Denoël, 1er janvier 2006, 286 p. (ISBN 978-2-207-25851-4, présentation en ligne)
- Jacques de Saint-Victor, Un pouvoir invisible : Les mafias et la société démocratique (XIXe – XXIe siècles), Éditions Gallimard, 2012, 425 p. (ISBN 978-2-07-230948-9, présentation en ligne).
- James Sarazin, Dossier M comme milieu, A. Moreau, 1er janvier 1977 (présentation en ligne)
- Jean-Michel Verne, Main basse sur Marseille... et la Corse, Nouveau Monde éditions, 2012, 257 p. (ISBN 978-2-36942-018-7, présentation en ligne).
- Frédéric Ploquin, Parrains et caïds, Fayard, 2008
- Xavier Monnier, Les nouveaux parrains de Marseille, Fayard, 2016.  (ISBN 2213687153)
- Christian Lestavel, Parrains du Sud, L'artilleur, 2013.
- Mathieu Grégoire, Brendan Kemmet, Stéphane Sellami, Les parrains du foot, Robert Laffont, 2018.
- Violette Lazard et Marion Galland, Vendetta, Plon, 2020. ASIN:B085TR38LL
- Philippe Pujol, La Fabrique du Monstre, Editions des Arènes, 2016, réédité dans la collection Points.

##### Articles
- « Les Policiers français et le Front populaire 1936-1938 », Provence historique, no 199,‎ 2000 (lire en ligne [PDF])
- Jean-Charles Antoine, « Le Trafic d'armes légères et de petit calibre en région marseillaise : ville symptôme d'un mal français », Hérodote, vol. 3, no 154,‎ 2 septembre 2014, p. 134-143 (ISSN 0338-487X, lire en ligne, consulté le 12 novembre 2015)
- Laurence Montel, « Crime organisé et politique en France, aperçu historique », Pouvoirs, vol. 1, no 132,‎ 1er février 2010, p. 17-27 (ISSN 0152-0768, lire en ligne, consulté le 9 novembre 2015)
- Laurence Montel et Céline Regnard, « Le Banditisme et la criminalité organisée à Marseille : une histoire ancienne », MMSH,‎ 2012 (lire en ligne [PDF])
- Paolo Monzini, « Groupes criminels dans la ville : une comparaison Naples Marseille (Note) », Méditerranée, vol. 96, no 1,‎ 2001, p. 37-40 (DOI 10.3406/medit.2001.3202, lire en ligne, consulté le 8 novembre 2015)

#### Sur laFrench Connection
- Alexandre Marchant, « La French Connection, entre mythes et réalités », Vingtième Siècle. Revue d'histoire, vol. N° 115,‎ 6 septembre 2012, p. 89-102 (ISSN 0294-1759, lire en ligne, consulté le 12 novembre 2015)

#### Biographies
- Omar Charif, Quai du Belge, Les Éditions L'Écailler du Sud, 1er janvier 2001, 163 p. (ISBN 978-2-914264-10-5, présentation en ligne)
- Thierry Colombié, Le Belge, tome 1 : Emboucaner la planète, Stock, 2 octobre 2002, 430 p. (ISBN 978-2-234-05519-3)
- Franz-Olivier Giesbert, L'Immortel : 22 balles pour un seul homme, Flammarion, 2011, 321 p. (ISBN 978-2-08-123418-5, présentation en ligne)
- Jean-Claude Kella, Hold-up, Paris, Don Quichotte éditions, 22 septembre 2011, 236 p. (ISBN 978-2-35949-045-9)